# Serie PC-50x
La serie PC-50x (conosciuta anche come SD-050, SD-070, SD-090, 9015) è una famiglia di console per videogiochi appartenente alla prima generazione diffusa prevalentemente in Europa tra il 1977 e i primi anni ottanta, tutte prodotte in Asia. L'appellativo PC-50x della serie deriva dal nome delle cartucce (PC-501, Pc-502...).
Le console non hanno un processore centrale; tutta l'implementazione dei giochi è ottenuta grazie ai singoli chip presenti nelle cartucce, tutte basate sulla famiglia di chip AY-3-8xxx della General Instrument. Della famiglia fanno parte anche le cosiddette console della famiglia '9015' in cui cambia il nome (9015-A, 9015-B...) e la forma delle cartucce ma al cui interno vi sono sempre gli stessi integrati AY-3-8xxx.

## Caratteristiche
Alcune console producevano schermate a colori mentre altre in bianco e nero. Di quelle a colori, una parte erano contrassegnate dalla lettera S, iniziale di SÉCAM, standard francese della codifica dei colori, usato per esempio in Francia (e colonie) e Russia.
Caratteristiche comuni a tutte le console della famiglia sono i 10 tasti per la scelta del gioco, un tasto di Start/Reset, 4/5 interruttori per i settaggi dei giochi e due joystick con un bottone.
Per molti modelli, nel nome è presente la sigla SD, ovvero Soundic (Hong Kong), il reale costruttore della console.

## Versioni prodotte
Le console venivano prodotte in Cina, importate e rimarchiate da parecchie aziende e vendute con differenti nomi.
Qui sotto un loro elenco non esaustivo.
| Nome                                                | Produttore                   | Schermate                      | Anno                    | Paese          | Note                                                                                  | Foto |
| --------------------------------------------------- | ---------------------------- | ------------------------------ | ----------------------- | -------------- | ------------------------------------------------------------------------------------- | ---- |
| SD 050S                                             | ITMC                         | Colori                         |                         | Francia        |                                                                                       |      |
| SD 90                                               | ITMC                         | Sia a colori sia bianco e nero |                         | Francia        |                                                                                       |      |
| SD-050 / SD-05 / SD-050S                            | Soundic                      | Colori                         | 1978                    | Europa         |                                                                                       |      |
| TV-game programmable SD-070C Sport                  | Soundic                      | Colori                         | 1978                    | Europa         |                                                                                       |      |
| Programmable TV-Game Console SD-090                 | Soundic                      | Colori                         | 1978                    | Europa         |                                                                                       |      |
| TV Jack 5000                                        | Bandai                       | Colori                         | 1978                    | Giappone       |                                                                                       |      |
| Video Cassette Rock                                 | Takatoku                     | Colori                         | 1977                    | Giappone       | (modello CTV-8600 o TG 95 OI).                                                        |      |
| SD 050                                              | Hanimex                      | Bianco e nero                  |                         | Europa         |                                                                                       |      |
| SD 070 couleur                                      | Hanimex                      | Colori                         |                         | Europa         |                                                                                       |      |
| TVG 070C                                            | Hanimex                      | Colori                         |                         | Europa         |                                                                                       |      |
| Secam Systeme vidéo cassettes                       | Secam                        | Colori                         |                         | Francia        | Sulla motherboard vi è riportato "SD-050S"                                            |      |
| Jeu Video SD 050S                                   | Secam                        | Colori                         |                         | Francia        |                                                                                       |      |
| SD-50 Program 2000                                  | Creatronic                   | Colori                         | 1978                    | Francia        |                                                                                       |      |
| Programmable 2003                                   | Elbex                        | Colori                         | 1977                    | Europa         | Prodotta in Cina ma venduta in Europa                                                 |      |
| 4/303 'Video Secam System'                          | Rollet                       | Colori                         | 1983?                   | Francia        | Venduta anche col nome 'Secam Video Système' SD-050S                                  |      |
| Programmable TV-Game                                | Universum                    | Colori                         |                         | Germania       |                                                                                       |      |
| SD-050                                              | Grandstand                   | Colori                         |                         | Regno Unito    |                                                                                       |      |
| Programmable game                                   | Grandstand                   | Colori                         |                         | Regno Unito    | Conosciuto anche come Mercury Commander Paul’s Mark III - Programmable TV Game        |      |
| Colour Programmable SD070 Video Sports Centre SD070 | Grandstand                   | Colori                         | 1978                    | Regno Unito    |                                                                                       |      |
| Tournament-colour-programmable-2000                 | Prinztronic                  | Colori                         |                         |                |                                                                                       |      |
| Programmable TV Game SD-050C                        | Tempest                      |                                | 1977                    | Austria        |                                                                                       |      |
| Superstar 01-4354 Programmable                      | Binatone                     | Colori                         | 1978                    | Regno Unito    |                                                                                       |      |
| Cablestar 01-4354                                   | Binatone                     | Bianco e nero                  | 1978                    | Regno Unito    |                                                                                       |      |
| tele-sports III                                     | Radofin                      | Colori                         | 1978                    | Europa         |                                                                                       |      |
| tele-sports IV                                      | Radofin e Acetronic          | Colori                         | 1978                    | Europa         |                                                                                       |      |
| tele-sports programmable                            | Radofin                      | Colori                         | 1978                    | Europa         |                                                                                       |      |
| Colour TV Game                                      | Acetronic                    | Colori                         | 1978                    | Regno Unito    |                                                                                       |      |
| Video SD-050                                        | Akur                         | Colori                         | 1978                    | Germania       |                                                                                       |      |
| Color TVG-872                                       | Cam e Clipper                | Colori                         | 1978(Cam) 1977(clipper) | Italia         |                                                                                       |      |
| TVG-888                                             | Irradio                      | Colori                         |                         | Italia         |                                                                                       |      |
| PG-7 programmable                                   | Polycon                      | Colori                         |                         |                | Regno Unito                                                                           |      |
| 9015                                                | Poppy                        | Colori                         |                         | Germania       |                                                                                       |      |
| TVG 10                                              | Poppy                        | Colori                         |                         | Germania       |                                                                                       |      |
| 9015                                                | Sanwa                        | Colori                         |                         | Germania       |                                                                                       |      |
| 9015                                                | Mustang                      | Colori                         |                         | Germania       |                                                                                       |      |
| 4A-8                                                | Conic                        | Colori                         | 1978                    | Hong Kong      | Cartucce compatibili con la 9015                                                      |      |
| Colour Cartridge VMV12                              | Videomaster                  | Colori                         | 1979                    | Regno Unito    | Formato cartucce in comune con Palson                                                 |      |
| Game Cassette System CX-336                         | Palson                       | Colori                         | 1978/79                 | Spagna         | Formato cartucce in comune con Videomaster                                            |      |
| Aureac Video Play                                   | Aureac VP Electronics        |                                | 1978                    | Spagna         | I 10 tasti di selezione dei giochi erano su uno dei due controller                    |      |
| Universal Tele-Play (D-744/34)                      | INTerELektronik GmbH (Intel) |                                | 1979                    | Germania       |                                                                                       |      |
| Tele-Computer XL-2000                               | Intercord                    |                                |                         | Germania       |                                                                                       |      |
| Programaster 1125                                   | Interstate                   |                                |                         | Regno Unito    | Numerazione cassette alternativa. Es: PC-501 è invece 610                             |      |
| Jeu Video Cassette Interchangeables Tele-sports III | Univox                       | Colori                         | 1978                    | Francia        |                                                                                       |      |
| Monarch CTX-2000 programmable video computer        | Monarch                      |                                | 1978                    | Paesi Bassi    |                                                                                       |      |
| 003 Jeu Video Modulaire                             | Occitel                      |                                | 197?                    | Francia        | Al posto delle cartucce, si sostituisce tutta la parte centrale (controller compresi) |      |
| Color (model TVG 57253)                             | @Mark                        |                                | 1978                    | Europa         |                                                                                       |      |
| TV Game-programmable SD-070                         | Tristar                      |                                | 1978                    | Svezia         |                                                                                       |      |
| Black Point FS 1003                                 | S.H.G. GmbH                  | Colori                         | 1978                    | Germania Ovest |                                                                                       |      |
| Black Point FS 2000                                 | S.H.G. GmbH                  | Colori                         | 1978                    | Germania Ovest |                                                                                       |      |

## Giochi

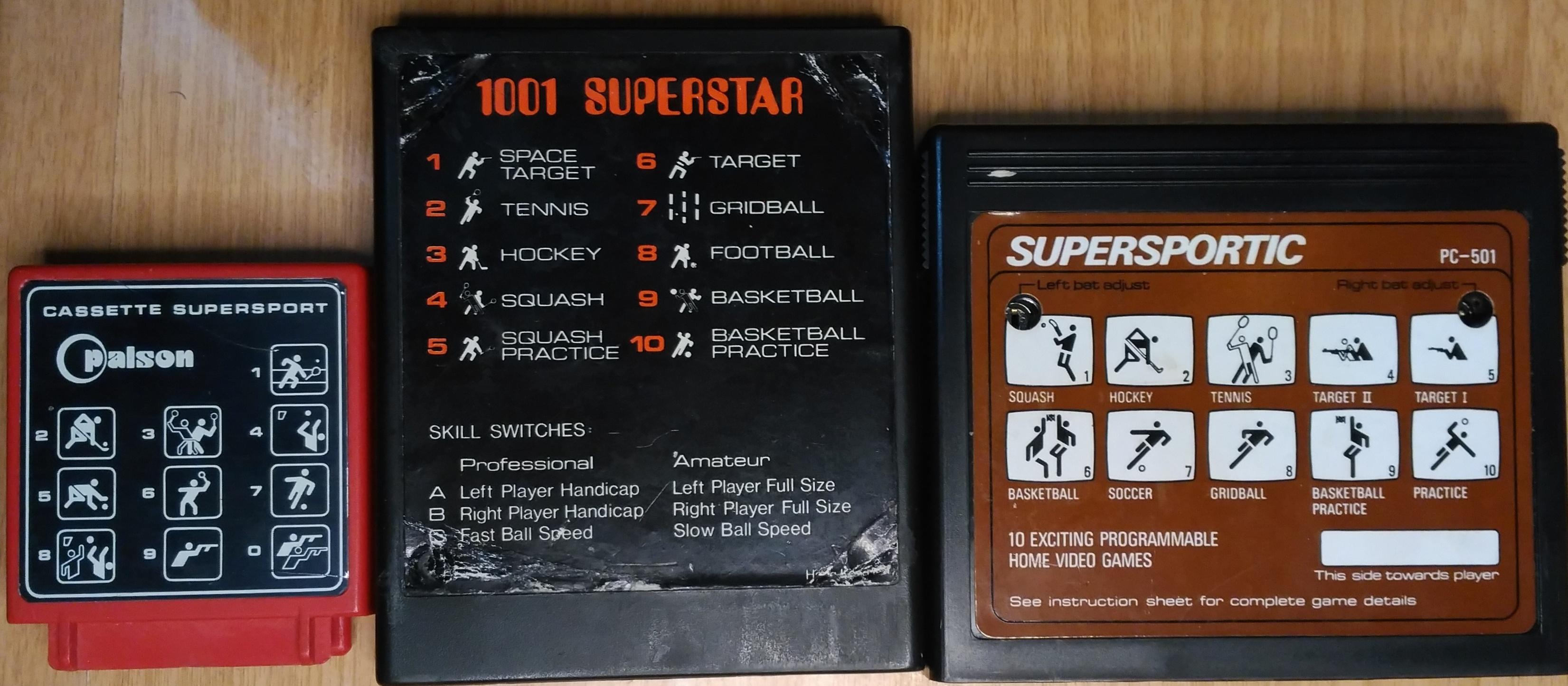
Differenza di formato tra Palson CX 336 "Supersport", Radofin Programmable Video System "1001 Superstar" e PC-501 "Supersportic", tutte con all'interno l'AY-3-8610

Le cartucce dei giochi contenevano gli stessi integrati AY-3-8xxx ma, cambiando console, potevano avere tra loro formati diversi e quindi non erano sempre intercambiabili. Alcune avevano contatti sui due lati della scheda della cartuccia, altre su uno e a volte in numero diverso.
Addirittura, per la Occitel 003 Jeu Video Modulaire, la cartuccia formava tutta la parte centrale della console, che includeva la pulsantiera e i connettori per i controller (anch'essi differenti da cartuccia a cartuccia).

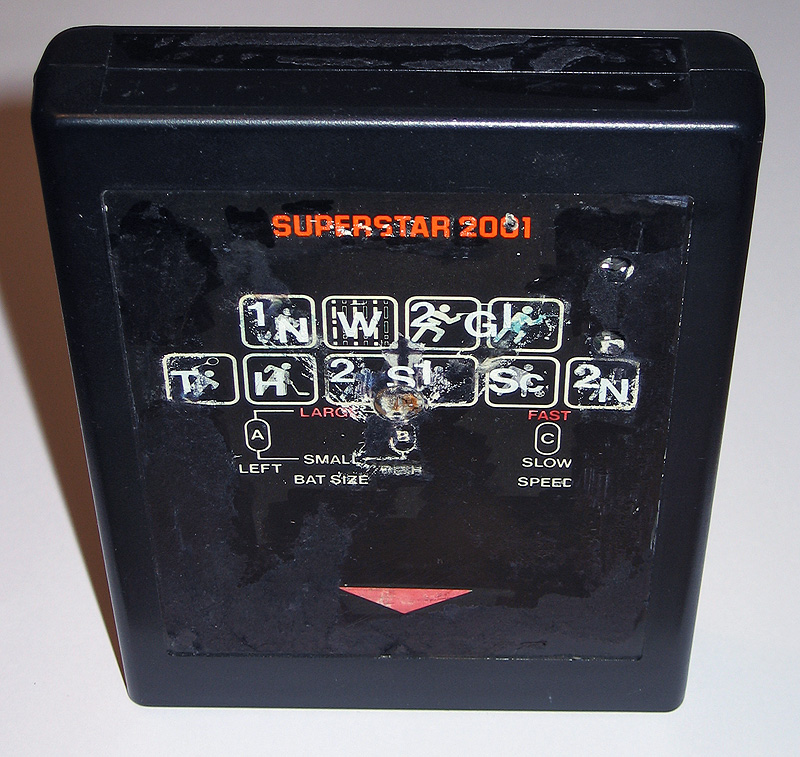
Cartuccia Superstar del Prinztronic Tournament Colour Programmable 2000

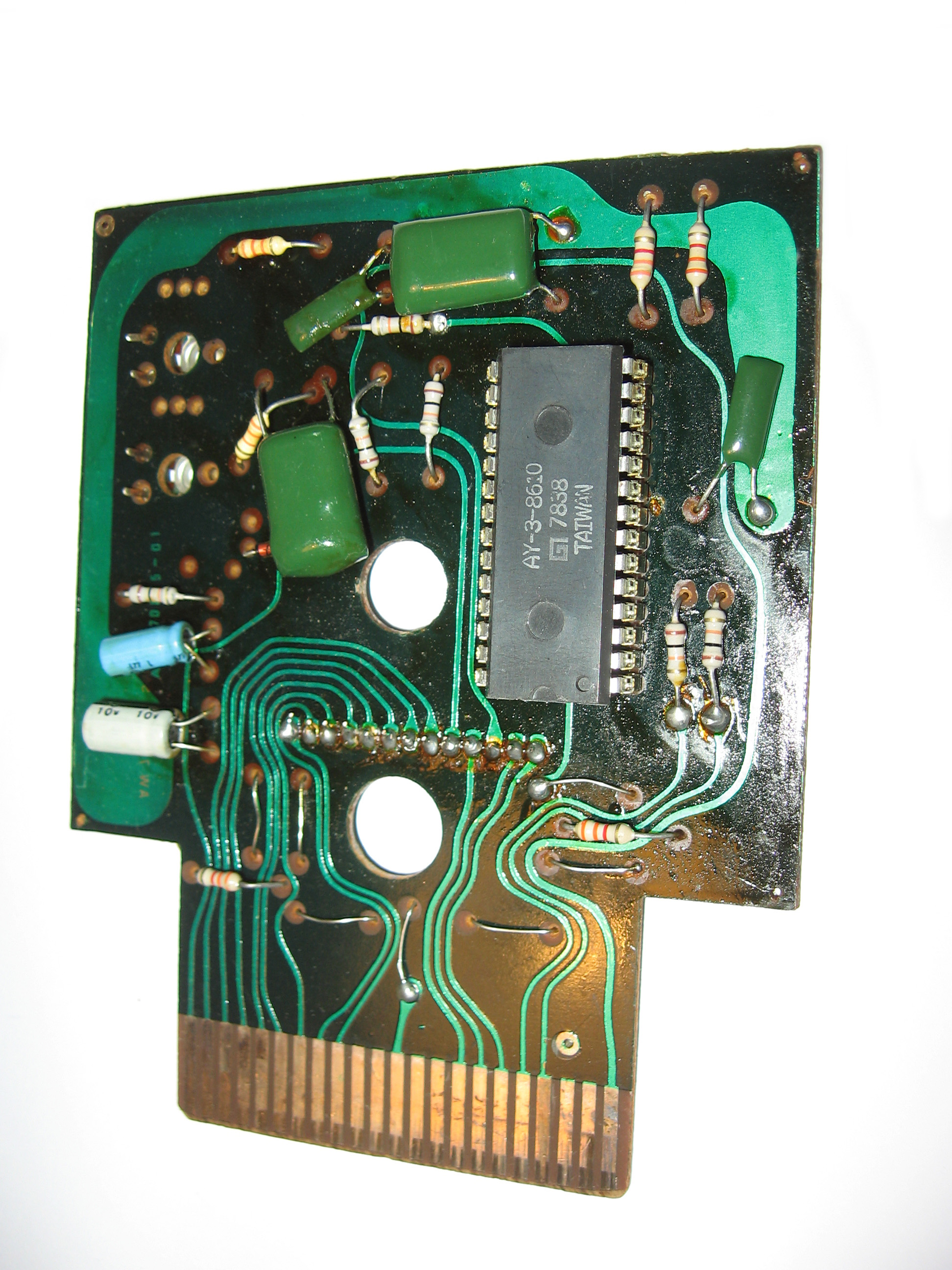
Interno della cartuccia Superstar, basata sul chip AY-3-8610

| Codice         | Nome francese         | Nome inglese                                 | Nome tedesco                | Chip                                                |
| -------------- | --------------------- | -------------------------------------------- | --------------------------- | --------------------------------------------------- |
| PC-501 9015-A  | Supersportif          | Sports / Supersportic / Superten / Superstar | Kassette mit 10 Ballspielen | AY-3-8610 (8 varianti di pong più 2 giochi di mira) |
| PC-502 9015-B  | Motocyclette          | Motor cycle                                  | Motorrad-Rennen             | AY-3-8760 (4 giochi motoristici)                    |
| PC-503 9015-C  | Bataille de chars     | Tank Battle                                  | Panzerspiel                 | AY-3-8710 (2 giochi di carroarmati)                 |
| PC-504 9015-D  | Course de voitures GP | Racing cars / Grand Prix / Race Car GP       | Auto-Rennen                 | AY-3-8603 (2 giochi di guida)                       |
| PC-505 9015-G  | Bataille navale       | Submarine                                    | U-Bootjagd                  | AY-3-8605 (2 giochi)                                |
| PC-506 9015-E  | Jeu de destruction    | Super Wipeout                                | Super Crash                 | AY-3-8606 (10 giochi)                               |
| PC-507 9015-H  | Jeux de tir           | Shooting Gallery                             | Schiess und Sportwettkampf  | AY-3-8607 (3 giochi di mira)                        |
| PC-508 9015-F? | 6 jeux de base        | Fundamental                                  |                             | AY-3-8500 (varianti di pong)                        |